# Немыльня (село)
Немыльня (укр. Немильня) — село на Украине, основано в 1691 году, находится в Новоград-Волынском районе Житомирской области.
Население по переписи 2001 года составляет 515 человек. Почтовый индекс — 11788. Телефонный код — 4141. Занимает площадь 2,723 км².

## Адрес местного совета
11787, Житомирская область, Новоград-Волынский р-н, с. Кикова